# Gnathobleda fraudulenta
Gnathobleda fraudulenta är en insektsart som beskrevs av Carl Stål 1859. Gnathobleda fraudulenta ingår i släktet Gnathobleda och familjen rovskinnbaggar. Inga underarter finns listade i Catalogue of Life.